# 541222 Ianbaker
541222 Ianbaker è un asteroide della fascia principale esterna. Scoperto nel 2005, presenta un'orbita caratterizzata da un semiasse maggiore pari a 3,021851 UA e da un'eccentricità di 0,067607, inclinata di 10,523716° rispetto all'eclittica.
Ian Baker è un esperto di imaging a stato solido che ha contribuito in modo significativo allo sviluppo delle tecnologie di imaging CCD e infrarosso per oltre 50 anni. La sua leadership nello sviluppo di fotodiodi a valanga di elettroni HgCdTe ha reso possibile una nuova generazione di strumentazione astronomica.